# Béla Jánossy
Béla Jánossy (n. 28 octombrie 1898, Endrőd⁠(d), Békés, Ungaria – d. 10 mai 1974, Budapesta, Republica Populară Ungară) a fost un fotbalist (mijlocaș dreapta) și antrenor de fotbal maghiar, care a mai fost cunoscut în presa vremii ca Jánosy Béla, Jánossi Béla, Jánosik Béla, precum și sub porecla „Vrăjitorul”. El a antrenat echipa Venus București, cu care a câștigat titlul de campion al României în sezoanele 1938-1939 și 1939-1940 și pe care a condus-o în optimile de finală din cadrul Cupei Europei Centrale între anii 1939 și 1940. Din echipele mari din Budapesta a antrenat Ujpest cu care a câștigat titlul de campion al Ungariei din sezonul 1934-1935 și a antrenat in Germania pe Bonner SC.

## Cariera

### Ca jucător
A jucat în cincisprezece meciuri în prima ligă maghiară în sezonul 1920-1921 la echipa CS Sector VII Budapesta, marcând un gol; Pe 3 aprilie 1921, echipa sa a învins pe Ferencváros cu singurul său gol.

### Ca antrenor

#### Békéscsaba
În ultimul sezon din cariera sa de jucător, el a antrenat pe Békéscsabai Előre MTE. Apoi pe Csabai AK și din nou pe Békéscsabai Előre. Mai târziu a condus Bohngyári SC, iar din decembrie 1932 din nou CSAK.

#### Bocskai FC
A fost antrenorul principal al Bocskai FC în sezonul 1933-1934; a condus clubul pe locul trei în campionat, astfel a reușit să debuteze în optimile de finală ale Cupei Europei Centrale din 1934, unde după două meciuri a fost eliminat de câștigătoarea trofeului, echipa italiană Bologna, cu scorul de 3:2.

#### Újpest FC
A fost antrenorul principal al Újpest FC între 1934 și 1937; în cele trei sezoane pe care le-a petrecut ca antrenor principal al echipei, a sărbătorit titlul de campion în primul său sezon, vicecampion în al doilea sezon și locul trei în al treilea sezon în prima ligă maghiară. A apărut de trei ori în Cupa Europei Centrale; În 1936, a condus Újpest până în semifinale, unde după două meciuri a fost eliminat de câștigătoarea ulterioară, Austria Wien, cu scorul de 7:3.

#### Venus București
În 1938, a fost antrenor principal al clubului românesc de top Venus București. În 1937, Iuliu Bodola, răspunzând insistențelor lui Janossy Bela, se transferă la Venus București. În jurul lui va fi construită echipa care va caștiga titlul în sezoanele 1938-39 și 1939-40.

#### Gamma
Din 1940 până în 1943, a fost director sportiv al Gamma FC.

#### Echipa națională de tineret a Ungariei
În 1947, a fost numit antrenor al echipei naționale de tineret a Ungariei.

#### Győri Lokomotív
Din martie 1952 până la sfârșitul anului, a fost antrenorul locomotivei Győr.

#### Építők Metró
În prima jumătate a anului 1953, a condus echipa Építók Metro.

#### Diósgyőri VTK
În prima jumătate a sezonului 1954(primăvara), a fost antrenorul principal al lui Diósgyőr; echipa a terminat pe locul nouă la finalul campionatului.

#### Szolnoki Légierő
În a doua jumătate a sezonului 1955, a fost antrenorul principal al Forțelor Aeriene Szolnok; la finalul sezonului, echipa a retrogradat pe ultimul loc în linia secundă a Ungariei.

## Palmares

### Ca antrenor

#### Ungaria

##### Ujpest
Campioni (1) : 1934–35
 Vicecampioni (1) : 1935–36
 Locul 3 (2) :.: 1933–34, 1936–37

#### România

##### Venus
Campioni (1) : 1938-39, 1939-40

#### Europa

##### Cupa Europei Centrale
- Semifinală (1) : 1936